# Sinodromus fujianensis
Espèce
Sinodromus fujianensis est une espèce d'araignées aranéomorphes de la famille des Philodromidae.

## Distribution
Cette espèce est endémique de Chine. Elle se rencontre au Fujian et au Jiangxi.

## Description
Le mâle holotype mesure 3,83 mm et la femelle paratype 5,00 mm.

## Systématique et taxinomie
Cette espèce a été décrite par Yao et Liu en 2024.

## Étymologie
Son nom d'espèce, composé de fujian et du suffixe latin -ensis, « qui vit dans, qui habite », lui a été donné en référence au lieu de sa découverte, le Fujian.

## Publication originale
- Wang, Yao, Tang, Li, Liu & Xu, 2024 : « A new genus, Sinodromus gen. nov., with two new species and the first description of the female of Philodromus guiyang Long & Yu, 2022 (Arachnida, Araneae, Philodromidae) from China. » ZooKeys, vol. 296, p. 279-296 (texte intégral).